# Рахуа Окло
Койя Рахуа Окло або Арауа Окло (розквіт 1532) — принцеса та імператриця, дружина Койя, з імперії інків у шлюбі зі своїм братом, Сапа Інка Вайни Капака (правління 1493—1527).

## Життєпис
Рахуа Окло була дочкою інки Тупака Юпанкі та сестрою Вайни Капака.
Після успадкування престолу в 1493 році її брат Інка вперше одружився на їхній сестрі Кусі Рімай, яка стала його імператрицею. Він також мав багато дітей від кількох наложниць. Однак Кусі Рімай не мала синів і, можливо, також померла рано. Топа Інка одружився з іншою сестрою, Рахуа Окло, яка стала матір'ю Васкара і Чукі Хуіпи.

### Правління Васкара
Під час смерті Вайни Капака у 1527 році вона, її донька та весь його гарем перебували разом з ним у Кіто. Її чоловік заповів трон своєму позашлюбному синові, пасинку Атавальпі, але її власний син Васкар скасував заповіт, стратив катів свого батька і захопив трон для себе. Він наказав привезти свою матір, сестру та решту гарему до Куско, оскільки хотів дотриматися давнього звичаю одружуватися зі своєю сестрою, щоб ще більше переконатися в тому, що його власний рід буде повністю законним.
Весілля мало певні труднощі. Рахуа Окло спочатку відмовилася дати свою згоду на нього, що було вирішальним для проведення церемонії. Зазначається, що її причиною було особисте невдоволення Васкаром і несхвалення того, як він стратив катів її покійного чоловіка. Повідомляється, що вона віддавала перевагу позашлюбному синові свого чоловіка, Атавальпі, який виховувався в її домі, перед Васкаром. Оскільки весілля було важливим для безперешкодного продовження престолонаслідування, це стало проблемою для Васкара. Врешті-решт Рахуа була змушена дати згоду, і весілля та коронація відбулися.
Васкар вважав свого брата Атавальпу загрозою і наказав стратити багатьох придворних, оскільки вважав, що їхня вірність похитнулася. Атавальпа, який проживав в іншій частині імперії, був відсутній на коронації Васкара. Однак він відправив своїх вірнопідданих і речників з подарунками і привітаннями до імператриці та її матері в Куско, які люб'язно їх прийняли. Це наразило їх обох на підозри з боку Васкара, який припустив, що вони належать до опозиції і стали проти нього на бік Атавальпи. Як тільки гості пішли, Васкар влаштував сцену, увійшовши до аудієнції королеви і звинувативши Рахуа Окло в тому, що вона є головною радницею Атавальпи, а їх обох — у нелояльності. І Рахуа Окло, і її дочка заперечували звинувачення, і Васкар не зміг нічого проти них довести. Однак він наказав взяти їх під охорону і приставив до них шпигунів, які доносили про кожен їхній вчинок.
Імператриця дуже погано відреагувала на те, що її поставили в такі умови. Кажуть, що вона була настільки ображена тим, що її посадили під нагляд, що утримувалася від їжі вдень і приймала лише один раз вночі, щоб гарантувати, що шпигунам не буде про що доповідати, навіть про таку невинну діяльність, як їжа. Нові умови її життя також викликали депресію, і вона, як повідомляється, почала зловживати кокаїном, як для сну вночі, так і вдень. Погані стосунки між королівським подружжям були помічені і привернули увагу громадськості та зробили їм погану рекламу.
Коли Васкар стратив кількох членів посольства, яке Атавальпа відправив до нього в Кіто, останній член посольства, Кілако, звернувся до імператриці та її матері з проханням про допомогу. Коли між двома братами спалахнула громадянська війна, ситуація для королеви та її матері стала ще складнішою. Коли Атавальпа втік з-під варти своїх братів, вони обидва, як повідомляється, були дуже близькі до того, щоб бути заарештованими і страченими.

### Правління Атавальпи
1532 року Васкар зазнав поразки і потрапив у полон до армії Атавальпи, яка після битви при Кіпайпані публічно привезла його як полоненого до столиці Куско. Як повідомляється, при в'їзді до міста лоялісти Атавальпи назвали Рахуа Окло наложницею, а не королевою, щоб представити Васкара як незаконнонародженого. Незважаючи на це, Рахуа Окло підійшла до свого полоненого і поваленого сина і публічно дорікнула йому. Вона пояснила, що хоча він і її син, він заслужив своє нинішнє становище через те, що стратив послів Атавальпи, за всі свої злочини, а також за те, що безпричинно потягнув за собою всю свою сім'ю, в тому числі і її, і привселюдно дала йому ляпаса.